# Deck13 Interactive
Deck13 Interactive GmbH — немецкая компания, разработчик и издатель компьютерных игр, располагающаяся в Франфурте-на-Майне. Компания была основана в июле 2001 года командой из Artex Software, студии, которая в основном занималась разработкой видеоигр для RISC OS, таких как Ankh: The Tales of Mystery. Первоначально носившая название TriggerLab, компания была переименована в Deck13 в 2002 году после выпуска своей первой игры — Stealth Combat. Deck13 наиболее известна разработкой RPG-экшенов Lords of the Fallen и The Surge. Deck13 также управляет дочерней студией Deck13 Hamburg, расположенной в Гамбурге. 

## История
До основания Deck13 сотрудники будущей компании активно занимались разработкой игр под лейблом Artex Software, которая занималась разработкой игр для операционной системы RISC. В 2001 году Ян Клозе (нем. Jan Klose) и Флориан Штадльбауэр (Florian Stadlbauer) из Artex основали TriggerLab. Компания разработала Stealth Combat в 2002 году, после чего была переименована в Deck13. Название «Deck13» произошло от «DM-Deck16», игровой карты Unreal Tournament (1999).
В 2005 году вышла юмористическая приключенческая игра Ankh, которая была ремейком игры 1997 года Ankh: The Tales of Mystery от Artex Software. Поскольку продукт продавался очень хорошо и получил несколько наград (особенно в Германии), сиквел Ankh: Heart of Osiris был выпущен почти ровно через год, повторно используя элементы предыдущей игры. В августе 2007 года была выпущена приключенческая игра Jack Keane, которая была похожа на серию Ankh с точки зрения графики и геймплея, но действие происходило в Англии и колониальной Индии. Третья часть серии Ankh, Battle of the Gods, была выпущена в Германии 19 ноября 2007 года. Одна из их последних игр, ролевая игра под названием Venetica, была выпущена в сентябре 2009 года и стала первой RPG, разработанной компанией. После этого Deck13 Interactive работала над Blood Knights, комическим hack and slash для Microsoft Windows, Xbox 360 и PlayStation 3, который был выпущен в 2013 году.
В 2015 году Deck13 в сотрудничестве с CI Games выпустила игру Lords of the Fallen. В то время как продолжение было объявлено издателем, Deck13 не был назван разработчиком. Вместо этого было объявлено, что студия будет работать с Focus Home Interactive над предстоящим The Surge.
В сентябре 2016 года управляющий директор Флориан Штадльбауэр объявил, что покинул компанию и его пост управляющего директора занял Матиас Райхерт (нем. Mathias Reichert). По состоянию на июль 2018 года в компании работали 70 человек.
В июне 2020 года Focus Home Interactive приобрела компанию за 7,1 миллиона евро.

## Разработанные игры

### Deck13
| Год  | Название                                                                     | Издатели                                                  | Примечания                       |
| ---- | ---------------------------------------------------------------------------- | --------------------------------------------------------- | -------------------------------- |
| 2002 | Stealth Combat                                                               | Modern Games, Cryo Interactive                            | как TriggerLab                   |
| 2004 | Carnival Cruise Lines Tycoon 2005: Island Hopping                            | Activision Value                                          | под лейблом Artex Software       |
| 2005 | Ankh                                                                         | BHV Software, Viva Media                                  |                                  |
| 2005 | Luka und das geheimnisvolle Silberpferd                                      | Polizeiliche Kriminalprävention der Länder und des Bundes |                                  |
| 2006 | Ankh: Heart of Osiris                                                        | Xider                                                     |                                  |
| 2007 | Jack Keane                                                                   | 10tacle Studios, Strategy First                           |                                  |
| 2007 | Ankh: Battle of the Gods                                                     | Daedalic Entertainment, Xider                             |                                  |
| 2008 | Luka und der verborgene Schatz                                               | Polizeiliche Kriminalprävention der Länder und des Bundes |                                  |
| 2009 | Venetica                                                                     | dtp entertainment                                         |                                  |
| 2010 | Black Sails: The Ghost Ship                                                  | Astragon                                                  |                                  |
| 2010 | Jade Rousseau: The Secret Revelations — Episode 1: The Fall of Sant’ Antonio | Phenomedia                                                | первая игра в отменённой серии   |
| 2010 | Reading the Dead                                                             | Astragon                                                  |                                  |
| 2011 | Haunted                                                                      | dtp entertainment, Viva Media                             |                                  |
| 2012 | Jack Keane 2: The Fire Within                                                | Astragon                                                  |                                  |
| 2013 | Blood Knights                                                                | Kalypso Media                                             |                                  |
| 2014 | Moorhuhn: Tiger and Chicken                                                  | Koch Media                                                |                                  |
| 2014 | Lords of the Fallen                                                          | CI Games                                                  | разработана совместно с CI Games |
| 2015 | Imagoras                                                                     | Штеделевский художественный институт                      |                                  |
| 2017 | The Surge                                                                    | Focus Home Interactive                                    |                                  |
| 2019 | The Surge 2                                                                  | Focus Home Interactive                                    |                                  |
| 2023 | Atlas Fallen                                                                 | Focus Entertainment                                       |                                  |

### Deck13 Hamburg
| Год  | Название                         | Издатели |
| ---- | -------------------------------- | -------- |
| 2014 | TransOcean: The Shipping Company | Astragon |
| 2016 | TransOcean 2: Rivals             | Astragon |
| 2017 | TransRoad: USA                   | Astragon |

### Отменённые игры
- The Mystery of the Seven Symbols
- Jade Rousseau: Die Geheimen Evangelien — Episode 2: Die Bruderschaft
- Jade Rousseau: Die Geheimen Evangelien — Episode 3: Das geheime Dossier
- Jade Rousseau: Die Geheimen Evangelien — Episode 4: Der Weg in die Finsternis
- Jade Rousseau: Die Geheimen Evangelien — Episode 5: Die Geister der Vergangenheit
- Jade Rousseau: Die Geheimen Evangelien — Episode 6: Der Zorn Gottes

## Изданные игры
| Год  | Название                                                              | Разработчик          |
| ---- | --------------------------------------------------------------------- | -------------------- |
| 2015 | The Adventures of Bertram Fiddle — Episode 1: A Dreadly Business      | Rumpus Animation     |
| 2015 | Super Sky Arena (ранний доступ)                                       | Hammer Labs          |
| 2015 | Super Snow Fight                                                      | Patrick God          |
| 2016 | Obliteracers                                                          | Varkian Empire       |
| 2016 | Hover Cubes: Arena (ранний доступ)                                    | Gametology           |
| 2016 | Flat Heroes                                                           | Parallel Circles     |
| 2016 | The Shape of Heart (ранний доступ)                                    | Dragon Whisper Games |
| 2017 | Shift Happens                                                         | Klonk Games          |
| 2017 | The Adventures of Bertram Fiddle — Episode 2: A Bleaker Predicklement | Rumpus Animation     |
| 2018 | Wartile                                                               | Playwood Project     |
| 2018 | To Hell with Hell                                                     | Lazurite Games       |
| 2018 | vridniX                                                               | Uncanaut             |
| 2018 | CrossCode                                                             | Radical Fish Games   |
| 2019 | The Shattering                                                        | SuperSexySoftware    |
| 2020 | Resolutiion                                                           | Monolith of Minds    |
| 2022 | Chained Echoes                                                        | Matthias Linda       |